# Microregione di Juazeiro
Juazeiro è una microregione dello Stato di Bahia in Brasile, appartenente alla mesoregione di Vale São-Franciscano da Bahia.

## Comuni
Comprende 8 municipi:
- Campo Alegre de Lourdes
- Casa Nova
- Curaçá
- Juazeiro
- Pilão Arcado
- Remanso
- Sento Sé
- Sobradinho